# Fort d’Aubervilliers metróállomás
A Fort d’Aubervilliers egy metróállomás Franciaországban, Párizsban a párizsi metró 7-es metróvonalán. Tulajdonosa és üzemeltetője a RATP.

## Metróvonalak
Az állomást az alábbi metróvonalak érintik:
- 7-es metróvonal
- 15-ös-metróvonal (építés alatt)

## Kapcsolódó állomások
A metróállomáshoz az alábbi állomások vannak a legközelebb:
- Aubervilliers - Pantin - Quatre Chemins (Villejuif – Louis Aragon, Mairie d’Ivry, 7-es metróvonal)
- La Courneuve – 8 Mai 1945 (La Courneuve – 8 Mai 1945, 7-es metróvonal)
- Drancy - Bobigny (Champigny Centre, 15-ös-metróvonal, építés alatt)
- Mairie d’Aubervilliers (Saint-Denis Pleyel, 15-ös-metróvonal, építés alatt)